# Liste der Kulturdenkmale in Brunsbüttel
In der Liste der Kulturdenkmale in Brunsbüttel sind alle Kulturdenkmale der schleswig-holsteinischen Stadt Brunsbüttel (Kreis Dithmarschen) und ihrer Ortsteile aufgelistet (Stand: 10. März 2025).

## Legende
In den Spalten befinden sich folgende Informationen:
- Objekt-ID: die Nummer des Kulturdenkmales
- Lage: die Adresse des Kulturdenkmales und die geographischen Koordinaten. Kartenansicht, um Koordinaten zu setzen. In der Kartenansicht sind Kulturdenkmale ohne Koordinaten mit einem roten Marker dargestellt und können in der Karte gesetzt werden. Kulturdenkmale ohne Bild sind mit einem blauen Marker gekennzeichnet, Kulturdenkmale mit Bild mit einem grünen Marker.
- Offizielle Bezeichnung: Bezeichnung des Kulturdenkmales
- Beschreibung: die Beschreibung des Kulturdenkmales
- Bild: ein Bild des Kulturdenkmales

## Sachgesamtheiten
| Objekt-ID      | Lage | Offizielle Bezeichnung                               | Beschreibung | Bild                             |
| -------------- | --- | ---------------------------------------------------- | --- | -------------------------------- |
| 27363 Wikidata | Deichstraße (53° 53′ 34″ N, 9° 6′ 9″ O) | Jakobus-Friedhof                                     | Jakobus-Friedhof; von 1839/40; Friedhof auf längsrechteckigem Grundriss mit Baumkranz, im Nordosten Graben mit Eingangsbrücke und Eisengittertor; Grabsteine; 17-. bis 19. Jh.; zum Teil vom Kirchhof transloziert; Jakobus-Kapelle; von 1963/64; eingeschossiger Satteldachbau mit hohem Kopfgebäude und Ziegelfassade - Begründung: geschichtlich, städtebaulich - Schutzumfang: Jakobus-Friedhof mit Baumkranz, Graben, Brücke mit Eisengitter, Grabmale; Friedhofskapelle | weitere Fotos \| Fotos hochladen |
| 39240 Wikidata | Kautzstraße 1, 3, 5, 7, 8, 10, 11, 12, 14, 18, 20, 22, Bojestraße 30, Bötticherstraße 1-3, Delbrückstraße 4-10, 12-14, 16-26, 28-30, 32-38, Fülscherstraße 1, 2, 3-3a, 4, 5, 6, 8, Grüner Weg 1, Loewestraße 1-1a, 2, 3, 5, 5-5a, Mittelstraße 2, 4, Posadowskystraße 1, 3, 5, 7, 9, 10, 11, 12-12a, 12-12 a, 13-13a, 13-13 a, 14, 15, 16-16a, 16, Scholerstraße 3, 5, 7, 9-9a, 11, 13, 15, Wurtleutetweute 1b, 2, 5a, 5, 7, 8-8a, 9, 10, 11, 12, 13-13a, 14, 15, 16, 17, 18, 19, 19-19a, 20, 21, 22, 23, 25, 27-27a (53° 53′ 54″ N, 9° 8′ 15″ O) | Wohnsiedlung der Bediensteten des Nord-Ostsee-Kanals | Wohnsiedlung der Bediensteten des Nord-Ostsee-Kanals; von 1908 bis 1915 im Stil der Reformarchitektur; als Gartenstadt angelegte Siedlung in trapezförmiger Ausdehnung mit gerastertem Straßennetz sowie malerisch geschwungenem Straßenverlauf an der Südseite, Bebauung bestehend aus: langgestreckten, dem Verlauf der Straße folgenden, eingeschossigen Zwei- bis Sechs-Familienwohnhäusern in unterschiedlicher Bauform und Gestaltung, jeweils mit straßenseitigem Vorgarten und rückwärtiger Gartenfläche mit Wirtschaftsgebäuden und zum Teil Luftschutzbunkern; zudem städtebaulich wirksam gesetzten Einzelgebäuden, wie der ehem. Mittelschule im Westen der Siedlung, der Kirche mit Pastorat und dem gegenüber der Kirche befindlichen Wohnhaus des Vertreters des Kanalbauinspektors im Südosten des Wohngebietes - Begründung: geschichtlich, städtebaulich - Schutzumfang: Kirche St. Paulus mit Ausstattung, Konfirmandensaal, Pastorat mit Pastoratsgarten und Pastoratsgarteneinfriedung, Kirchhof, Kriegerdenkmal Gesamtanlage mit Gedenkstein und Steinbänke (Kautzstraße 11); ehem. Mittelschule mit Vorplatz, Freitreppe, Grünfläche und Einfriedung (Bojestraße 30); Wohnhäuser mit Wirtschaftsgebäuden und Gärten (Bötticherstraße 1-3, Delbrückstraße 4-10, 12-14, 28-30, 32-38, Fülscherstraße 1, 2, 4, 5, 8); Wohnhäuser mit Gärten (Delbrückstraße 16-26, Fülscherstraße 3-3a, Kautzstraße 10); Wohnhäuser mit Wirtschaftsgebäuden (Fülscherstraße 6, Wurtleutetweute 19-19a); Wohnhäuser (Kautzstraße 1, 3, 5, 7, 8, 12, 14, 18, 20, 22, Loewestraße 1-1a, 2, 3, 5-5a, Mittelstraße 2, 4, Posadowskystraße 1, 3, 5, 7, 9, 10, 11, 12-12a, 13-13a, 14, 15, 16-16a, Scholerstraße 3, 5, 7, 9-9a, 11, 13, 15, Wurtleutetweute 1a-b, 2, 5, 5a, 7, 8-8a, 9, 10, 11, 12, 13-13a, 14, 15, 16, 17, 18, 20, 21, 22, 23, 25, 27-27a); ehem. Spritzenhaus mit Garten (Grüner Weg 1) | weitere Fotos \| Fotos hochladen |

## Mehrheit von baulichen Anlagen
| Objekt-ID      | Lage | Offizielle Bezeichnung           | Beschreibung | Bild                             |
| -------------- | --- | -------------------------------- | --- | -------------------------------- |
| 41695 Wikidata | Markt 1, 2, 3, 4, 5, 6, 7, 8, 9, 10, 11, 12, 13, 14, 15, 16, 17, 18, 19, 20, 21, 22, 23, 24, Markt, Oesterstraße 2, Reichenstraße 1, Sackstraße 1, 2 (53° 53′ 45″ N, 9° 6′ 14″ O) | Marktplatz mit Platzrandbebauung | Marktplatz mit Platzrandbebauung des Altortes Brunsbüttel; planmäßige Neugründung von 1675, mit späterer Weiterentwicklung bis 1936; Zentraler Platz der planmäßig angelegten Siedlung, rechteckiger Platz von Südwest nach Nordost ausgerichtet, im Südwesten Kirchhof, im Nordosten Marktbereich, Marktbereich von der Sackstraße schräg durchzogen; Kirchhof und Marktbereich mit Baumkranz, Sackstraße mit Allee; im Süden und Südosten Ziegelpflaster; heterogene Platzrandbebauung, bestehend aus weitgehend traufständigen Wohn- und Geschäftsbauten, ein bis zwei geschossige Gebäude aus unterschiedlichen Zeitstellungen, meist in geschlossener Baureihe stehend, aber auch einzeln stehende und aus der Bauflucht zurückgesetzte Häuser, zum Teil mit platzbildwirksamen Nebengebäuden - Begründung: geschichtlich, wissenschaftlich, künstlerisch, städtebaulich - Schutzumfang: Marktbereich mit Allee; Straßenpflaster, Kirche St. Jakobus mit Kirchhof, Lindenkranz, Ehrenmal 1870/71 (Obelisk), Denkmal für Gefallene des 2. Weltkrieges; Ehrenmal 1870/71 (Obelisk); Wohnhäuser (Markt 1, 2, 3, 6, 16, 17, 18, 19, 23, 24, Oesterstraße 2, Sackstraße 1, 2); ehem. Rathaus (Markt 4); ehem. „Jürgensens Hotel“ (Markt 5); ehem. Wohn- und Geschäftshäuser (Markt 7, 8); Hotel (Markt 9); Villa Paulsen mit Eisengitterzaun (Markt 10); Gasthaus (Markt 11); ehem. Diakonat (Markt 12); Wohnhaus mit Stall und Einfriedung (Markt 13); Wohnhaus mit Einfriedung (Markt 14); Wohnhaus mit Ökonomiebau (Markt 15); ehem. Schule (Markt 20); Wohnhaus (ehem. Pastorat) mit Nebengebäude und Einfriedung (Markt 21); Pastorat Jakobus mit Garagengebäude und Einfriedung (Markt 22); Bauernhaus mit Grabstein Petersen 1804 und Wirtschaftsgebäude (Reichenstraße 1) | weitere Fotos \| Fotos hochladen |
| 39361 Wikidata | Scholerstraße 4, 6, 8, 10, Kautzstraße 24 (53° 53′ 51″ N, 9° 8′ 35″ O) | Expressionistische Wohnhausreihe | Expressionistische Wohnhausreihe; 1920er Jahre, zum Teil Wiederaufbau; locker aufgereihte, in großen Gärten liegende, zweigeschossige Walmdachbauten mit hakenförmig angesetzten eingeschossigen Nebengebäuden, zur Straßenseite Standerker und Ziegeleinfriedung - Begründung: geschichtlich, städtebaulich - Schutzumfang: Wohnhäuser Kautzstraße 24, Scholerstraße 4, 6, 8, 10 (jeweils mit Außenanlagen und Einfriedungen) | BW                               |

## Bauliche Anlagen
| Objekt-ID      | Lage                                               | Offizielle Bezeichnung                                   | Beschreibung | Bild                             |
| -------------- | -------------------------------------------------- | -------------------------------------------------------- | --- | -------------------------------- |
| 10684 Wikidata | Bojestraße 30 (53° 53′ 56″ N, 9° 8′ 17″ O)         | Ehemalige Mittelschule                                   | Ehemalige Mittelschule; 1912/13, Entwurf von Heinrich Bomhoff; bestehend aus: Schulbau, tiefengestaffelter zweigeschossiger Walmdachbau auf hakenförmigem Grundriss, mit Hochparterregeschoss, geschweiften Giebelzwerchhäusern, Dachreiter-Uhrenturm und Freitreppe mit Vorplatz, Ziegelfassade mit reduzierter Gliederung, im Inneren mit Ausstattung; Turnhalle, nach Norden an die Schule angesetzter eingeschossiger Walmdachbau mit turmartigen Standerkern; Rektorenwohnhaus, an der Straßenecke hakenförmig an den Schulbau angesetzter eingeschossiger Satteldachbau mit Hochparterre, Backengiebel, Garagenabfahrt und gartenseitiger Terrasse mit Freitreppe; straßenbegleitende Außenanlagen mit Ziegeleinfriedung - geschichtlich, wissenschaftlich, künstlerisch, städtebaulich - Schutzumfang: ehem. Mittelschule, Vorplatz mit Freitreppe, Grünfläche, Einfriedung - Denkmaltyp: Bauliche Anlage, Sachgesamtheit: Wohnsiedlung der Bediensteten des Nord-Ostsee-Kanals | Fotos hochladen                  |
| 11322 Wikidata | Cuxhavener Straße 15 (53° 53′ 22″ N, 9° 8′ 52″ O)  | Elblotsenhaus                                            | Alteintragung (Aktualisierung vorgesehen) - Begründung: Alteintragung (Aktualisierung vorgesehen) - Schutzumfang: Alteintragung (Aktualisierung vorgesehen) - Denkmaltyp: Bauliche Anlage | weitere Fotos \| Fotos hochladen |
| 41645 Wikidata | Deichstraße 9 (53° 53′ 38″ N, 9° 6′ 19″ O)         | Wohnhaus                                                 | Wohnhaus; um 1900; Eckhaus, eingeschossiger giebelständiger Satteldachbau mit Putzfassade und erdgeschossigem Anbau, Giebelfassade mit historistischer Gliederung - Begründung: geschichtlich, städtebaulich - Schutzumfang: gesamtes Objekt - Denkmaltyp: Bauliche Anlage | Fotos hochladen                  |
| 41646 Wikidata | Deichstraße 16 (53° 53′ 34″ N, 9° 6′ 18″ O)        | Wohnhaus                                                 | Wohnhaus; um 1880; Eckhaus, eingeschossiger Walmdachbau mit Giebelzwerchhaus und eingeschossigem Freisitzanbau, Ziegelfassade mit reduzierter Gliederung - Begründung: geschichtlich, städtebaulich - Schutzumfang: gesamtes Objekt - Denkmaltyp: Bauliche Anlage | Fotos hochladen                  |
| 22439 Wikidata | Fährstraße (53° 53′ 49″ N, 9° 9′ 25″ O)            | Fährstation: Wartepavillon Süd                           | Alteintragung (Aktualisierung vorgesehen) - Begründung: Alteintragung (Aktualisierung vorgesehen) - Schutzumfang: Alteintragung (Aktualisierung vorgesehen) - Denkmaltyp: Bauliche Anlage | weitere Fotos \| Fotos hochladen |
| 54913          | Festgestraße 5 (53° 53′ 38″ N, 9° 9′ 29″ O)        | Mietwohnungshaus                                         | Mietwohnungshaus; zw. 1888 - 1895; zweigeschossiger, winkelförmiger Massivbau über halbhohem Kellergeschoss mit abgeschrägter Außenecke, mit halb abgewalmtem, ziegelgedecktem Mansarddach, Putzgliederung mit breiten Geschossgesimsen und Rustizierung, drei Treppenhäuser mit Schnitzwerk, im Inneren Reste der historischen Gestaltung - Begründung: geschichtlich, städtebaulich - Schutzumfang: Mietwohnungshaus, - Denkmaltyp: Bauliche Anlage | BW                               |
| 3493 Wikidata  | Glück im Winkel 16 (53° 54′ 13″ N, 9° 2′ 8″ O)     | ehem. Gasthof „Glück im Winkel“                          | Alteintragung (Aktualisierung vorgesehen) - Begründung: geschichtlich, künstlerisch, städtebaulich - Schutzumfang: Alteintragung (Aktualisierung vorgesehen) - Denkmaltyp: Bauliche Anlage | Fotos hochladen                  |
| 22431 Wikidata | Gustav-Meyer-Platz 1 (53° 53′ 44″ N, 9° 8′ 42″ O)  | Kiosk mit Fahrradhalle und Wartehalle                    | Alteintragung (Aktualisierung vorgesehen) - Begründung: Alteintragung (Aktualisierung vorgesehen) - Schutzumfang: Alteintragung (Aktualisierung vorgesehen) - Denkmaltyp: Bauliche Anlage | Fotos hochladen                  |
| 23746 Wikidata | Gustav-Meyer-Platz 2 (53° 53′ 46″ N, 9° 8′ 44″ O)  | Pförtnerhaus                                             | Alteintragung (Aktualisierung vorgesehen) - Begründung: Alteintragung (Aktualisierung vorgesehen) - Schutzumfang: Alteintragung (Aktualisierung vorgesehen) - Denkmaltyp: Bauliche Anlage | Fotos hochladen                  |
| 3948 Wikidata  | Kautzstraße 11 (53° 53′ 53″ N, 9° 8′ 31″ O)        | Kirche St. Paulus mit Ausstattung                        | Kirche St. Paulus; 1915 geweiht; vom Architekten Ewald Klatt; an Weggabelung stehender hoher Walmdachbau mit niedrigem eingezogenen Chor im Westen, im Osten eingezogener Eingangsbereich und hohem Flankenturm mit Spitzhelm, Ziegelfassade mit Lisenengliederung, im Inneren bauzeitliche Ausstattung - geschichtlich, künstlerisch, städtebaulich - Schutzumfang: Kirche St. Paulus mit Ausstattung, Konfirmandensaal, Pastorat mit Pastoratsgarten und Pastoratsgarteneinfriedung, Kirchhof, Kriegerdenkmal Gesamtanlage mit Gedenkstein und Steinbänke - Denkmaltyp: Bauliche Anlage, Sachgesamtheit: Wohnsiedlung der Bediensteten des Nord-Ostsee-Kanals | weitere Fotos \| Fotos hochladen |
| 41312 Wikidata | Koogstraße 61 (53° 53′ 48″ N, 9° 8′ 22″ O)         | Rathaus                                                  | Rathaus; von 1910; freistehender zweigeschossiger Walmdachbau mit flachen Risaliten, Eingangsanbau mit Freitreppe und rückwärtiger, eingeschossiger Anbau auf hakenförmigem Grundriss, Putzfassade mit reduzierter Gliederung, im Inneren bauzeitliches Zubehör - Begründung: geschichtlich, städtebaulich - Schutzumfang: gesamtes Objekt - Denkmaltyp: Bauliche Anlage | weitere Fotos \| Fotos hochladen |
| 22435 Wikidata | Koogstraße 108 (53° 53′ 45″ N, 9° 8′ 39″ O)        | Dienstwohngebäude für den Kanalbauinspektor              | Dienstwohngebäude für den Kanalbauinspektor; von 1898; von der Straße zurückgesetzter zweigeschossiger Walmdachbau mit Eckrisaliten im Westen und östlichem Giebelzwerchhaus sowie niedrigen Anbauten, Ziegelfassade mit reduzierter Gliederung, Schieferdeckung - geschichtlich, städtebaulich - Schutzumfang: gesamtes Objekt - Denkmaltyp: Bauliche Anlage | BW                               |
| 22438 Wikidata | Kreystraße (53° 53′ 47″ N, 9° 8′ 48″ O)            | Fährstation: Wartepavillon Nord                          | Alteintragung (Aktualisierung vorgesehen) - Begründung: Alteintragung (Aktualisierung vorgesehen) - Schutzumfang: Alteintragung (Aktualisierung vorgesehen) - Denkmaltyp: Bauliche Anlage | Fotos hochladen                  |
| 36645 Wikidata | Markt 1 (53° 53′ 46″ N, 9° 6′ 18″ O)               | Wohnhaus                                                 | Ehemaliges Wohn- und Geschäftshaus; im Kern 18. Jh.; Eckhaus, zweigeschossiger Walmdachbau mit rückwärtigem Anbau, Putzfassade, mit reduzierter Gliederung - Begründung: geschichtlich, städtebaulich - Schutzumfang: gesamtes Objekt - Denkmaltyp: Bauliche Anlage, Mehrheit von baulichen Anlagen: Marktplatz mit Platzrandbebauung | Fotos hochladen                  |
| 2027 Wikidata  | Markt 4 (53° 53′ 46″ N, 9° 6′ 16″ O)               | Ehemaliges Rathaus                                       | Ehemaliges Rathaus; Mitte 19. Jh.; Eckhaus auf hakenförmigem Grundriss mit flachem Walmdach und mittigem Blendgiebelzwerchhaus, Putzfassade mit klassizistischer Gliederung - Begründung: geschichtlich, städtebaulich - Schutzumfang: gesamtes Objekt - Denkmaltyp: Bauliche Anlage, Mehrheit von baulichen Anlagen: Marktplatz mit Platzrandbebauung | Fotos hochladen                  |
| 19867 Wikidata | Markt 10 (53° 53′ 44″ N, 9° 6′ 12″ O)              | Villa Paulsen                                            | Wohnhaus; um 1900 für den Kirchspielschreiber Paulsen erbaut; zweigeschossiger Walmdachbau mit eingeschossigem Satteldachanbau, eingeschossigem Nebengebäude und überdeckter Holzveranda, Ziegelfassade mit historistischer Putzgliederung; den Vorgarten einfassendes Eisengitter - Begründung: geschichtlich, städtebaulich - Schutzumfang: Villa Paulsen, Eisengitterzaun - Denkmaltyp: Bauliche Anlage, Mehrheit von baulichen Anlagen: Marktplatz mit Platzrandbebauung | Fotos hochladen                  |
| 620 Wikidata   | Markt 12 (53° 53′ 43″ N, 9° 6′ 11″ O)              | Matthias-Boie-Haus (Diakonat)                            | ehem. Diakonat; 1779; vom Zimmermeister H. Bätjer; freistehender gewinkelter Satteldachbau aus einstöckigem Giebel- und zweistöckigem Traufentrakt, Fachwerk mit Füllziegelmuster und Oberlichttür mit Schnitzornament; mit Zubehör und Ausstattung - Begründung: geschichtlich, künstlerisch, städtebaulich - Schutzumfang: gesamtes Objekt - Denkmaltyp: Bauliche Anlage, Mehrheit von baulichen Anlagen: Marktplatz mit Platzrandbebauung | Fotos hochladen                  |
| 8174 Wikidata  | Markt 13 (53° 53′ 42″ N, 9° 6′ 12″ O)              | Wohnhaus                                                 | Wohnhaus; wohl 1880; Halbwalmdachbau mit Satteldachquerhaus, Holzbalkon und hölzerne Veranda, Ziegelbau mit reduzierter Gliederung und Zierfachwerk; Stall, abgesetzter eingeschossiger Satteldachbau; Eisengittereinfriedung - Begründung: geschichtlich, künstlerisch, städtebaulich - Schutzumfang: Wohnhaus, Stall, Einfriedung - Denkmaltyp: Bauliche Anlage, Mehrheit von baulichen Anlagen: Marktplatz mit Platzrandbebauung | Fotos hochladen                  |
| 3950 Wikidata  | Markt 14 (53° 53′ 42″ N, 9° 6′ 12″ O)              | Wohnhaus                                                 | Wohnhaus; 18. Jh.; traufständiger eingeschossiger Halbwalmdachbau mit Schweifgiebelrisalit, verschlämmte Backsteinfassade mit reduzierter Gliederung, Steinportal mit reich beschnitzter Tür, im Inneren Ausstattung und Zubehör; Steinpfosten mit Eisengittereinfriedung - Begründung: geschichtlich, künstlerisch, städtebaulich - Schutzumfang: Wohnhaus, Einfriedung - Denkmaltyp: Bauliche Anlage, Mehrheit von baulichen Anlagen: Marktplatz mit Platzrandbebauung | Fotos hochladen                  |
| 3954 Wikidata  | Markt 19 (53° 53′ 42″ N, 9° 6′ 17″ O)              | Wohnhaus                                                 | Wohnhaus; wohl 1723; giebelständiger eingeschossiger Halbwalmdachbau, In Backsteinbauweise, Giebel verputzt - Begründung: geschichtlich, städtebaulich - Schutzumfang: gesamtes Äußeres - Denkmaltyp: Bauliche Anlage, Mehrheit von baulichen Anlagen: Marktplatz mit Platzrandbebauung | Fotos hochladen                  |
| 621 Wikidata   | Markt 21 (53° 53′ 43″ N, 9° 6′ 18″ O)              | Wohnhaus (ehem. Pastorat)                                | Das Haus wurde als Pastoriat im Jahre 1772 erbaut. Es ist ein eingeschossiges traufständiges Haus aus Backstein. ehem. Pastorat; Nebengebäude und Einfriedung 1. Drittel 20. Jh.; Halbwalmdachbau mit Giebelrisalit, Backsteinfassade mit reduzierter Gliederung; hakenförmig angesetztes Nebengebäude, eingeschossiger Satteldachbau mit Ziegelfassade; Ziegelpfosten der Einfriedung - Begründung: geschichtlich, künstlerisch, städtebaulich - Schutzumfang: Wohnhaus (ehem. Pastorat), Nebengebäude, Einfriedung - Denkmaltyp: Bauliche Anlage, Mehrheit von baulichen Anlagen: Marktplatz mit Platzrandbebauung | weitere Fotos \| Fotos hochladen |
| 3956 Wikidata  | Markt 22 (53° 53′ 44″ N, 9° 6′ 18″ O)              | Pastorat Jakobus                                         | Pastorat; von 1936; traufständiger eingeschossiger Halbwalmdachbau mit Walmdachgauben und niedrigem hakenförmig angesetztem Satteldachnebengebäude, Ziegelfassade mit reduzierter Gliederung; abgesetzte giebelständige Garage, eingeschossiger Satteldachbau mit Holztor; Ziegelpfosten der Einfriedung - Begründung: geschichtlich, städtebaulich - Schutzumfang: Pastorat, Garagengebäude, Einfriedung - Denkmaltyp: Bauliche Anlage, Mehrheit von baulichen Anlagen: Marktplatz mit Platzrandbebauung | Fotos hochladen                  |
| 3957 Wikidata  | Markt 23 (53° 53′ 44″ N, 9° 6′ 19″ O)              | Wohnhaus                                                 | Wohnhaus; um 1840; traufständiger eingeschossiger Halbwalmdachbau mit Giebelzwerchhaus, Backsteinfassade mit reduzierter Gliederung - Begründung: geschichtlich, städtebaulich - Schutzumfang: gesamtes Objekt - Denkmaltyp: Bauliche Anlage, Mehrheit von baulichen Anlagen: Marktplatz mit Platzrandbebauung | Fotos hochladen                  |
| 623 Wikidata   | Markt (53° 53′ 43″ N, 9° 6′ 14″ O)                 | Kirche St. Jakobus mit Ausstattung                       | Kirche St. Jakobus d. Ä.; im Kern von D. Sommer 1677/78, 1723–26 nach Brand wiederhergestellt, 1766 und 1889 Erneuerung des Westgiebels; einschiffiger gedrungener Backsteinbau mit fünfseitigem Chorabschluss, Dachreiter-Turm und außen liegendem Strebepfeilerkranz, Westgiebel mit Gesims und Blendbögen, im Inneren Holztonne und Ausmalung, mit Ausstattung; Kriegerdenkmal und Ehrenmale für die Opfer des Zweiten Weltkrieges, am Chor angebrachte Steintafeln; umgebender Kirchhof mit Lindenkranz; im Nordosten des Kirchhofes Obelisk für die Gefallenen des Krieges von 1870/71 - Begründung: geschichtlich, wissenschaftlich, künstlerisch, städtebaulich - Schutzumfang: Kirche St. Jakobus mit Ausstattung, Kirchhof, Lindenkranz, Ehrenmal 1870/71 (Obelisk), Denkmal für Gefallene des 2. Weltkrieges - Denkmaltyp: Bauliche Anlage, Mehrheit von baulichen Anlagen: Marktplatz mit Platzrandbebauung                                                                 | weitere Fotos \| Fotos hochladen |
| 13602 Wikidata | Mole 1 (53° 53′ 16″ N, 9° 8′ 34″ O)                | Leuchtturm, östlich der Zufahrt                          | Die Leuchttürme befinden sich an der Einfahrt zu den alten Schleusen des Nord-Ostsee-Kanals. Erbaut wurden sie im Jahre 1895. Alteintragung (Aktualisierung vorgesehen) - Begründung: Alteintragung (Aktualisierung vorgesehen) - Schutzumfang: Alteintragung (Aktualisierung vorgesehen) - Denkmaltyp: Bauliche Anlage | Fotos hochladen                  |
| 13603 Wikidata | Mole 2 (53° 53′ 15″ N, 9° 8′ 15″ O)                | Leuchtturm, westlich der Zufahrt                         | Alteintragung (Aktualisierung vorgesehen) - Begründung: Alteintragung (Aktualisierung vorgesehen) - Schutzumfang: Alteintragung (Aktualisierung vorgesehen) - Denkmaltyp: Bauliche Anlage | Fotos hochladen                  |
| 4012 Wikidata  | Mühlenweg 4 (53° 53′ 41″ N, 9° 6′ 21″ O)           | Ehemaliges Müllerwohnhaus                                | Ehemaliges Müllerwohnhaus; von 1777; freistehender eingeschossiger Satteldachbau mit einseitigem Halbwalm, Giebelrisalit und niedrigem Satteldachanbau, mit Backsteinfassade, Fachwerkelementen und verschalten Giebeln - Begründung: geschichtlich, städtebaulich - Schutzumfang: gesamtes Objekt - Denkmaltyp: Bauliche Anlage | weitere Fotos \| Fotos hochladen |
| 3431 Wikidata  | Nordhusener Straße 5 (53° 54′ 26″ N, 9° 3′ 45″ O)  | Scheune                                                  | Alteintragung (Aktualisierung vorgesehen) - Begründung: Alteintragung (Aktualisierung vorgesehen) - Schutzumfang: Alteintragung (Aktualisierung vorgesehen) - Denkmaltyp: Bauliche Anlage | Fotos hochladen                  |
| 2208 Wikidata  | Nordhusener Straße 13 (53° 54′ 26″ N, 9° 3′ 45″ O) | Fachhallenhaus „Löwenhof“                                | Alteintragung (Aktualisierung vorgesehen) - Begründung: Alteintragung (Aktualisierung vorgesehen) - Schutzumfang: Alteintragung (Aktualisierung vorgesehen) - Denkmaltyp: Bauliche Anlage | BW                               |
| 1272 Wikidata  | Oesterstraße 2 (53° 53′ 47″ N, 9° 6′ 17″ O)        | Wohnhaus                                                 | Wohnhaus; um 1800; giebelständiger eingeschossiger Satteldachbau mit Backsteinfassade und verschaltem Giebel - Begründung: geschichtlich, städtebaulich - Schutzumfang: gesamtes Objekt - Denkmaltyp: Bauliche Anlage, Mehrheit von baulichen Anlagen: Marktplatz mit Platzrandbebauung | Fotos hochladen                  |
| 3958 Wikidata  | Ostermoorer Straße (53° 54′ 0″ N, 9° 8′ 48″ O)     | Wasserturm                                               | Der in seiner Grundform zylindrische Backsteinbau des Wasserturms ist im unteren Teil durch Mauernischen aufgelockert. Sie beginnen oberhalb des Erdgeschosses flach und vertiefen sich nach oben hin kontinuierlich. Im Innern entsteht so eine leicht konische Form. Die Nischen enden unterhalb des Behälterbereichs mit je einem dreieckigen Abschluss. Zwischen den Dreiecken sind Medaillons aus Ziermauerwerk eingefügt. Alteintragung (Aktualisierung vorgesehen) - Begründung: Alteintragung (Aktualisierung vorgesehen) - Schutzumfang: Alteintragung (Aktualisierung vorgesehen) - Denkmaltyp: Bauliche Anlage | weitere Fotos \| Fotos hochladen |
| 745 Wikidata   | Reichenstraße 1 (53° 53′ 44″ N, 9° 6′ 10″ O)       | Bauernhaus                                               | Bauernhof; Bauernhaus; Bauernhaus von 1802, Veranda um 1900; giebelständiger eingeschossiger Satteldachbau mit straßenseitigem Verandaanbau, Backsteinfassade mit Fachwerkgiebel; hakenförmig angesetztes Wirtschaftsgebäude; um 1900; eingeschossiger Mansardhalbwalmdachbau mit Ziegelfassade; Grabstein Petersen; von 1804; Steinplatte mit Wappen - Begründung: geschichtlich, städtebaulich - Schutzumfang: Bauernhaus, Grabstein Petersen 1804, Wirtschaftsgebäude - Denkmaltyp: Bauliche Anlage, Mehrheit von baulichen Anlagen: Marktplatz mit Platzrandbebauung | Fotos hochladen                  |
| 746 Wikidata   | Sackstraße 1 (53° 53′ 46″ N, 9° 6′ 19″ O)          | Wohnhaus                                                 | Ackerbürgerhaus; von 1830; giebelständiger eingeschossiger Steildachbau mit hakenförmig angeschlossenem niedrigen Nebengebäude, Backsteinfassade mit reduzierter Gliederung - Begründung: geschichtlich, städtebaulich - Schutzumfang: gesamtes Objekt - Denkmaltyp: Bauliche Anlage, Mehrheit von baulichen Anlagen: Marktplatz mit Platzrandbebauung | weitere Fotos \| Fotos hochladen |
| 36648 Wikidata | Sackstraße 17 (53° 53′ 47″ N, 9° 6′ 27″ O)         | Villa                                                    | Villa; Ende 19. Jh.; eingeschossiger Satteldachbau mit Eckquerhaus und daran anschließender verglaster Veranda mit Schleppdach, Putzfassade mit historistischer Gliederung - Begründung: geschichtlich, städtebaulich - Schutzumfang: gesamtes Objekt - Denkmaltyp: Bauliche Anlage | Fotos hochladen                  |
| 27568 Wikidata | Scholerstraße 7 (53° 53′ 53″ N, 9° 8′ 34″ O)       | Einfamilienhaus für den Vertreter des Kanalbauinspektors | Einfamilienwohnhaus für den Vertreter des Kanalbauinspektors; von 1909; exponiert liegender eingeschossiger Mansardwalmdachbau mit Mansardzwerchhaus und hölzernem Pultdachanbau, Ziegelfassade mit Putzgliederung; Luftschutzbunker; Garten - Begründung: geschichtlich, städtebaulich - Schutzumfang: Einfamilienhaus für den Vertreter des Kanalbauinspektors, Garten - Denkmaltyp: Bauliche Anlage, Sachgesam | weitere Fotos \| Fotos hochladen |
| 3432 Wikidata  | Wallsweg 2 (53° 53′ 55″ N, 9° 3′ 27″ O)            | Bauernhaus                                               | Alteintragung (Aktualisierung vorgesehen) - Begründung: Alteintragung (Aktualisierung vorgesehen) - Schutzumfang: Alteintragung (Aktualisierung vorgesehen) - Denkmaltyp: Bauliche Anlage | Fotos hochladen                  |

## Quelle
- Liste der Kulturdenkmale in Schleswig-Holstein – Kreis Dithmarschen (PDF)

- Karte mit allen Koordinaten:
- OSM |
- WikiMap